# Corona (dansk band)
 For alternative betydninger, se Corona. (Se også artikler, som begynder med Corona)
Corona var et dansk band, der var aktivt fra 1981 til 1985.
Bandet spillede især ved arrangementer i København og omegn, bl.a. optrådte de ofte på Hillerød Festivalen og på Musikstedet Linden, ligesom de medvirkede i udsendelser i Danmarks Radio og Fjernsyn.
Gruppens debutalbum, Corona udkom i 1984, hvor Holger Laumann medvirkede på saxofon på en melodi og Lene Nørgaard sang baggrundskor.
Gruppen spillede musik skrevet af Casper Kofod, som også skrev mange af teksterne. De øvrige tekster blev skrevet af Klaus Rasmussen eller Elsebeth Jacobsen. Et instrumentalnummer på pladen var skrevet af Carsten Wind.
Bandet medvirkede også med nummeret "På en Rejse" på Karnevals Pladen (1984) udgivet af Støtteforeningen Karneval.

## Medlemmer
- Michael Jørvang - sang
- Casper Kofod - keyboards
- Carsten Wind - guitar
- Thomas Ovesen -bas
- Jesper Bo Nielsen - trommer
- Martin Klitgaard - congas og percussion

## Diskografi
- Corona (1984)